# Troglohyphantes solitarius
Troglohyphantes solitarius là một loài nhện trong họ Linyphiidae.
Loài này thuộc chi Troglohyphantes. Troglohyphantes solitarius được Jean-Louis Fage miêu tả năm 1919.